# Teunis Johannes Horstman
Teunis Johannes Horstman (* 3. Mai 1927 in Utrecht; † 12. August 2014 in Alkmaar) war der 16. alt-katholische Bischof von Haarlem.

## Leben
Geboren als Sohn des Teunis Horstmann und der Johanna Catharina van der Steen, absolvierte er das Gymnasium in Amersfoort und studierte dort am alt-katholischen Seminar. Im Jahre 1951 empfing er die Priesterweihe und 1953 folgte seine Anstellung als Seelsorger für die Gemeinden Gouda, Oudewater und Schoonhoven.
Am 8. Oktober 1953 heiratete er in Aalsmeer die Krankenschwester Elizabeth de Groot.
Im Jahr 1961 wurde er zum Pfarrer der Gemeinde der heiligen Agnes in Egmond aan Zee ernannt, wo er bis 1976 blieb. Im Jahr 1971 plädierte er bei einer internationalen altkatholischen Theologenkonferenz für die Ordination von Frauen. Doch erst 1998 beschloss die landesweite Synode, Frauen zum Priesteramt zuzulassen.
Von 1976 bis 1986 hatte er die schwierige Aufgabe, drei Utrechter Pfarreien zu vereinigen. Nachdem alle Voraussetzungen dafür erfüllt waren, ging er nach Alkmaar. Am 1. Oktober 1987 wählten ihn die Verantwortlichen des Bistums Haarlem zu dessen Bischof. Sein bischöflicher Wahlspruch lautete Autem in Domino gaudebo (Ich will mich freuen im Herrn). Gesundheitliche Schwierigkeiten zwangen ihn 1994, von diesem Amt zurückzutreten.
Teunis Horstman ist Autor des Büchleins Derp in zicht, darin schildert er Erinnerungen aus seiner Zeit in Egmond.

## Werke
- Derp in zicht. ISBN 9085480442.